# Места (дем)
 Тази статия е за гръцкия дем.  За селото в Северна Италия вижте Орино (Италия).  
Места (на гръцки: Δήμος Νέστου, Димос Несту) е дем в област Източна Македония и Тракия, Егейска Македония, Гърция. Център на дема е град Саръшабан (Хрисуполи). Демът обхваща 39 селища по долното течение на река Места (Нестос), чието име носи.

## Селища
Дем Места е създаден на 1 януари 2011 година след обединение на три стари административни единици – демите Саръшабан (Хрисуполи), Керамоти (Керемидли) и Орино по закона Каликратис.

### Демова единица Саръшабан
Демовата единица се състои от следните демови секции и села:
- Демова секция Саръшабан
  - град Саръшабан (Χρυσούπολη, Хрисуполи)
- Демова секция Аврамилия
  - село Аврамилия (Αβραμυλιά, старо Кобанли) 
  - село Дамаскиния (Δαμασκηνιά)
- Демова секция Герондас
  - село Герондас (Γέροντας, старо Бойнус Кизли)
- Демова секция Гравуна
  - село Гравуна (Γραβούνα, старо Дойранли)
- Демова секция Диалекто
  - село Диалекто (Διαλεκτό, старо Беклеме)
  - село Еклекто (Εκλεκτό, старо Арапли)
  - село Крини (Κρήνη, старо Агалар)
- Демова секция Ератино
  - село Ератино (Ερατεινό, старо Еретли махале, Ески Саръшабан)
- Демова секция Заркадия
  - село Заркадия (Ζαρκαδιά, старо Караджилар)
  - село Екали (Εκάλη, старо Гедикли)
- Демова секция Ксерия
  - село Неос Ксериас (Νέος Ξεριάς, старо Ново Корудере)
- Демова секция Парадисос
  - село Парадисос (Παράδεισος, старо Инджес)
- Демова секция Перни
  - село Перни (Πέρνη, старо Караджакьой и Филипи)
- Демова секция Петропиги
  - село Петропиги (Πετροπηγή, старо Кая бунар)
- Демова секция Пондоливадо
  - село Пондоливадо (Ποντολίβαδο, старо Домашли)
  - село Ано Пондоливадо (Άνω Ποντολίβαδο, старо Горно Домашли)
  - село Неа Коми (Νέα Κώμη, старо Еникьой)
- Демова секция Хрисохори
  - село Хрисохори (Χρυσοχώρι, старо Органджи)

### Демова единица Орино
Център на демовата единица е Мунчино (Лекани). Демовата единица се състои от следните демови секции и села:
- Демова секция Мунчино
  - село Мунчино (Λεκάνη, Лекани)
- Демова секция Агиос Космас
  - село Агиос Космас (Άγιος Κοσμάς, старо Караманли)
  - село Скопос (Σκοπός, старо Муратли)
- Демова секция Дипотамос
  - село Дипотамос (Διπόταμος, старо Чайлик)
- Демова секция Дисвато
  - село Дисвато (Δύσβατο, старо Недерли)
  - село Стегно (Στεγνό, старо Мустафа Оглар)
- Демова секция Елафохори
  - село Елафохори (Ελαφοχώρι, старо Караджова)
- Демова секция Кехрокамбос
  - село Кехрокамбос (Κεχρόκαμπος, старо Дарово)
- Демова секция Макрихори
  - село Макрохори (Μακρυχώρι, старо Узункьой)
  - село Крионери (Κρυονέρι, старо Карага махала)
  - село Никитес (Νικητές, старо Газилер)
  - село Платания (Πλατανιά, старо Муса махале)
- Демова секция Платамонас
  - село Платамонас (Πλαταμώνας, старо Оладжак)

### Демова единица Керамоти
Център на демовата единица е Керамоти (Керемидли). Демовата единица се състои от следните демови секции и села:
- Демова секция Керамоти
  - село Керамоти (Κεραμωτή, старо Керемидли)
  - село Монастираки (Μοναστηράκι, старо Решит бей)
  - село Хайдевто (Χαϊδευτό, Хаджи Емин ага)
- Демова секция Аясма
  - село Аясма (Αγίασμα, старо Кури)
  - село Паралия Аясматос (Παραλία Αγιάσματος)
- Демова секция Пигес
  - село Пигес (Πηγές, старо Сусуркьой)
- Демова секция Неа Кария
  - село Неа Кария (Νέα Καρυά, старо Билал ага и Кара бей)